# Poldovi v patách
Poldovi v patách (v anglickém originále The Hard Way) je americký akční film z roku 1991. Režisérem filmu je John Badham. Hlavní role ve filmu ztvárnili Michael J. Fox, James Woods, Stephen Lang, Annabella Sciorra a John Capodice.

## Obsazení
| Michael J. Fox    | Nick Lang/Ray Casanov |
| James Woods       | John Moss             |
| Stephen Lang      | Party Crasher         |
| Annabella Sciorra | Susan                 |
| John Capodice     | Grainy                |
| Delroy Lindo      | Brix                  |
| Luis Guzmán       | Benny Pooley          |
| LL Cool J         | Billy                 |
| Christina Ricci   | Bonnie                |
| Kathy Najimy      | Friday                |
| Mos Def           | člen gangu            |
| Bill Cobbs        |                       |
| Michael Badalucco | muž s pizzou          |